# Michael Foerster (Schauspieler)
Michael Foerster (* 13. September 1972 in Mainz) ist ein deutscher Schauspieler und Produzent.

## Leben

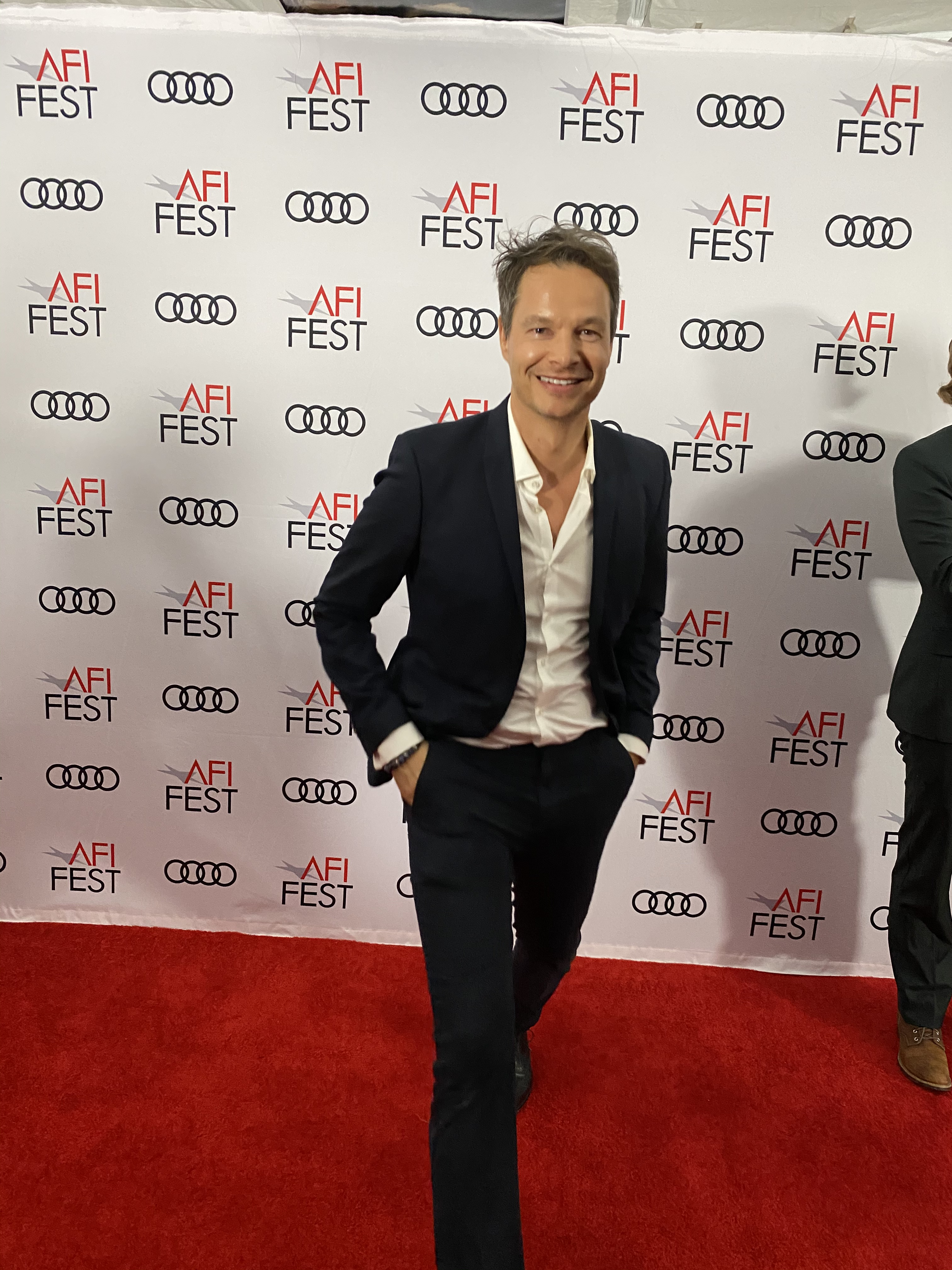
Michael Foerster, American Film Institute, Los Angeles 2019

Michael Foerster ist in der Nähe von Frankfurt am Main in Deutschland aufgewachsen. Schon in seiner Jugend entwickelte er großes Interesse an verschiedenen Künsten. Schreiben, Musik (Saxophon), Fotografie und Schauspielerei. Nach dem Abitur am Stefan-George-Gymnasium absolvierte er eine vierjährige Ausbildung an der Athanor Akademie für Darstellende Kunst, Film und Fernsehen in Bayern.
Anschließend folgte ein erstes Engagement am Salzburger Landestheater, wo er in der Inszenierung von Romeo und Julia den Paris spielte. In den folgenden Jahren war Michael Foerster immer wieder auf verschiedenen Bühnen im Raum München, Stuttgart und Düsseldorf zu sehen. Am Renitenztheater in Stuttgart spielte Michael Foerster Hauptrollen in den Stücken Bandscheibenvorfall und Hysterikon, Theaterproduktionen der Theaterautorin Ingrid Lausund und in Die Vögel von Aristophanes sowie in Der Impresario von Smirna von Carlo Goldoni.
Bei den Carl-Orff Festspielen und den Neersener Schlossfestspielen spielte Foerster regelmäßig auf Freilichtbühnen.
Neben der Arbeit am Theater dreht Michael Foerster auch für Film- und Fernsehproduktionen. Er war in den Fernsehserien Tatort, Die Rosenheim-Cops, SOKO 5113 und Hubert und Staller zu sehen. Für Filmproduktionen arbeitete er unter anderem mit der Regisseurin Christine Hartmann für die ZDF-Produktion Tsunami – Das Leben danach zusammen. Unter der Regie von Xaver Schwarzenberger war er im NS-Drama Annas Heimkehr zu sehen.
Außerdem besuchte er die Bayerische Akademie für Film und Fernsehen um sich im Bereich Filmproduktion weiterzubilden. Danach produzierte er einige Kurzfilme aus denen sich manche zum Kinofilm entwickelten. 2016 spielte Michael Foerster die Hauptrolle im Kinofilm Holy Spirit, in der Regie von Michael Baran. Foerster besuchte zudem die International Acting Masterclasses von Bernard Hiller in Hamburg, Rom, London und Los Angeles und nahm so auch am Filmfest auf Ischia teil. Ebenso besuchte er Coachings von Nancy Bishop und Annie Grindlay, Los Angeles.  Er lebt und arbeitet zurzeit in Berlin und Los Angeles.

## Theaterstücke (Auswahl)
| Jahr      | Theaterstück                 | Rolle             | Bühne                                      |
| --------- | ---------------------------- | ----------------- | ------------------------------------------ |
| 1998–1999 | Romeo und Julia              | Graf Paris        | Salzburger Landestheater                   |
| 2000–2003 | Die Bernauerin               | Adeliger          | Carl-Orff Festspiele Andechs               |
| 2005–2006 | Lost Highway Show            | Andy              | Bel Étage, Nektar, Metropoltheater München |
| 2005      | EisZeiten                    | Paul              | theater … und so fort                      |
| 2005–2006 | Bandscheibenvorfall          | Kruse             | Renitenztheater                            |
| 2006–2007 | Die Vögel                    | Wiedehopf         | Renitenztheater                            |
| 2007      | Der Geizige                  | Cléante           | Schlossfestspiele Neersen                  |
| 2007–2008 | Hysterikon                   | Junger Mann       | Renitenztheater                            |
| 2012      | Was ihr wollt                | Orsino            | Schlossfestspiele Neersen                  |
| 2012–2013 | Der Impresario von Smyrna    | Carluccio         | Renitenztheater                            |
| 2013      | Mittsommernachts-Sex-Komödie | Dr Maxwell Jordan | Schlossfestspiele Neersen                  |

## Filmografie (Auswahl)
- 2000: Tatort: Einmal täglich
- 2001: SOKO 5113 – Ein mörderischer Fall
- 2001: Die Rosenheim-Cops – Feuervogel
- 2001: Bei aller Liebe
- 2002: Annas Heimkehr
- 2005: Teddie Bär
- 2007: Die Rosenheim-Cops – Der süße Tod
- 2008: Tatort – Gesang der toten Dinge
- 2011: Tsunami – Das Leben danach
- 2011: Sei ganz du selbst
- 2012: Nice Suicide
- 2014: Die Rosenheim-Cops – Endlich tot
- 2016: Holy Spirit (Kinofilm)
- 2017: Die Rosenheim-Cops – Der Tisch der Patriarchen
- 2018: SOKO München – Fünf Minuten
- 2019: The War Within
- 2020: The Attempt
- 2020: Die Rosenheim-Cops
- 2021: Berlin
- 2021: Indeed
- 2022: Gute Zeiten, schlechte Zeiten
- 2022: Der Bergdoktor
- 2022: Die Wiese von Bjäschin
- 2023: Grautöne
- 2025: Morden im Norden (Fernsehserie, Folge Vergebung)

## Belege
1. ↑  Michael Foerster bei IMDb
2. ↑  Michael Foerster Agenturprofil
3. ↑  Westdeutsche Zeitung: Schlossfestspiele: Liebe und Lust in einer Sommernacht (26. Juni 2013).
4. ↑  Tatort: Einmal täglich bei IMDb, abgerufen am 20. Februar 2017.
5. ↑  Die Rosenheim-Cops: Feuervogel bei IMDb, abgerufen am 12. Januar 2017.
6. ↑  Hubert und Staller: Das Haus am Moor auf ard.de (Memento des Originals vom 28. April 2013 im Internet Archive)  Info: Der Archivlink wurde automatisch eingesetzt und noch nicht geprüft. Bitte prüfe Original- und Archivlink gemäß Anleitung und entferne dann diesen Hinweis., abgerufen am 25. März 2017.

| Personendaten    | Personendaten                        |
| ---------------- | ------------------------------------ |
| NAME             | Foerster, Michael                    |
| KURZBESCHREIBUNG | deutscher Schauspieler und Produzent |
| GEBURTSDATUM     | 13. September 1972                   |
| GEBURTSORT       | Mainz                                |